# Светски дан слободе медија
Светски дан слободе медија обележава се 3. маја сваке године. Одлуку о обележавању Светског дана слободе медија донета је на Генералној скупштини Уједињених нација како би се подигла свест о значају слободе медија и подсетиле владе држава да је њихова дужност да поштују и подржавају право на слободу изражавања загарантовано чланом 19 Универзалне декларације о људским правима и како би се обележила годишњица Виндхушке декларације, изјаву о принципима слободне штампе коју су саставила група афричких новинара 1991. године.

## Историја
Светски дан слободе медија се одржава сваке године 3. маја од 1993. године како је одлучила генерална скупштина Уједињених нација. УНЕСКО обележава овај дан сваке године окупљањем медијских професионалаца, организација за слободу медија агенције УН како би поднели извештај о процени стања слободе медија широм света. Свака конференција је центрирана око теме у вези слободе медија, медијско покривање тероризма, некажњивости и улогу медија у постконфликтним земљама. На овај дан апелује се да је слобода медија једно од основних људских права и слобода проистекла из права слободе говора које је загарантовано Универзалном декларацијом о људским правима. 
Слобода медија је право, не само новинара, већ и сваког човека да је слобода медија темељ демократских друштава која могу да напредују само ако грађани имају приступ поузданим информацијама. Потребно је да се са одговорношћу извештава непристрасно и професионално, без страха и наклоности. Зато је веома важно за све земље, а посебно постојеће и будуће чланице ЕУ, да бране и промовишу слободу медија.
Медијима се и изражава захвалност јер су захваљујући њиховом извештавању, приче о најугроженијима стигле до јавности, али су у исто време, информације стизале до најрањивијих.

## Награда
УНЕСКО обележава Светски дан слободе медија одржавањем УНЕСКО/Гиљермо Кано награда за слободу медија за заслужне појединце, организације или институције који су дали изузетан допринос одбрани и/или промоцији слободе медија било где у свету. Додељује се од 1997. године, на предлог независног жирија од 14 новинара. Кандидатуре се достављају од стране регионалних и међународних невладиних организација који раде за слободу медија, као и земаља чланица УНЕСКО-а.
Награда је названа у част Гиљермо Кано Исаза, колумбијског новинара који је убијен испред канцеларије његовог листа Ел Еспектадор у Боготи, 17. децембра 1986. године после Канових чланака који су сметали колумбијским нарко-картелима.